# Macronaemia episcopalis
Macronaemia episcopalis är en skalbaggsart som först beskrevs av Kirby 1837.  Macronaemia episcopalis ingår i släktet Macronaemia och familjen nyckelpigor. Inga underarter finns listade i Catalogue of Life.